# Ойцова-Воля
Ойцова-Воля (пол. Ojcowa Wola, нім. Vaterswille) — село в Польщі, у гміні Млинари Ельблонзького повіту Вармінсько-Мазурського воєводства. Населення — 82 особи (2011).
У 1975-1998 роках село належало до Ельблонзького воєводства.

## Демографія
Демографічна структура станом на 31 березня 2011 року:
|          | Загалом | Допрацездатний вік | Працездатний вік | Постпрацездатний вік |
| -------- | ------- | ------------------ | ---------------- | -------------------- |
| Чоловіки | 37      | 9                  | 26               | 2                    |
| Жінки    | 45      | 19                 | 21               | 5                    |
| Разом    | 82      | 28                 | 47               | 7                    |